# Гаррі Гейс
Гаррі Гейс (Harrie Huijs; *29 квітня 1955 — †20 лютого 2007, Нідерланди, Лімбург) — нідерландський актор. Відомий у Нідерландах, завдяки рекламним роликам та театральним постановкам. Гаррі Гейс знімався ще й у кіно й серіалах.
Помер 20 лютого 2007 року, внаслідок крововиливу в мозок після неофіційної прем'єри телесеріалу «Гемелпорт» («De Hemelpaort» ). Гаррі Гейс знявся в двох фільмах (а саме: «Візит Родини Дракули» та «Бізнес, як зазвичай») разом з українсько-нідерландською актрисою Галиною Кияшко. У фільмі «Відвідини Дракулової родини»  Гаррі зіграв роль Дракули, а Галина його подругу Софі.

## Роботи в кіно і серіалах
- 2007 — «Гемелпорт» («De Hemelpaort»De Hemelpaort[nl]), телесеріал. Роль: Шенг Клінкерс (Sjeng Klinkers). Режисери: Йоган Неєнгейс (Johan Nijenhuis) та Ян ван ден Нівенгейзен (Jan van den Nieuwenhuyzen).

- 2006 — «Відвідини Дракулової родини» («Dracula's family visit»). Роль: Дракула. Режисер: Монік Брет (Monique Breet). Нідерланди.

- 2004 — «Бізнес, як зазвичай» («Business as Usual»). Роль: Франк Орзіні. Режисер Єле Трулстра (Jelle Troelstra). Нідерланди.